# Madame Auring
Aurea Elfero, connue professionnellement sous le nom de Madame Auring, née le 11 mars 1940 et morte le 30 octobre 2020, est une diseuse de bonne aventure et actrice philippine,. 
Selon son propre récit, elle était l'une des « cinq femmes les plus célèbres d'Asie dans les années 1990 »[source insuffisante]. 
Elle est décédée le 30 octobre 2020, à l'âge de 80 ans.